# Tasmabrochus turnerae
Tasmabrochus turnerae är en spindelart som beskrevs av Davies 2002. Tasmabrochus turnerae ingår i släktet Tasmabrochus och familjen Amphinectidae.
Artens utbredningsområde är Tasmanien. Inga underarter finns listade i Catalogue of Life.